# 石凤翔故居
石凤翔故居位于中华人民共和国湖北省孝昌县丰山镇滑石村，双峰山旅游渡假区的核心景区右翼，是一座具有当地建筑特色的清代民居，保留原有的规模与外貌。
由双峰山旅游渡假区工委、管委会管理的滑石村是中華民國大陸時期民族纺织实业家石凤翔的故乡，他的女儿石靜宜是蔣緯國的第一任妻子。此处建筑又称为石静宜故居。这座砖石木结构的清代民居座东北朝西南，为三门两巷道、四列八重形式。建筑总面积1071.8平方米，总长46.6米，进深23米。装饰有馬頭牆、门楼。
2016年时，孝昌县博物馆花费20余万元，进行石凤翔故居临时性抢险加固工程，对被暴雨冲毁的墙体、厢房屋面坍塌部分进行抢救性加固维修。
2010年代以来，双峰山旅游渡假区工委、管委会在当地先后花费一千余万元开展环境整治，对此处建筑有所修整。渡假区管理委员会网站显示，“石静宜故居保护性开发工程”项目内容为“修复石静宜故居及周边古建筑群游客中心、园林绿化、小品建设以及配套设施。”总投资五百万元。虽然，石凤翔故居与周围景点号称是“充满野趣和史诗般辉煌的黄金旅游线”，但经营状况并不理想。2017年时，石凤翔故居年参观人数仅2000人。因故居无人打理，内部破旧，使得“游客往往是乘兴而来，却带着遗憾离开”。

## 文物保护情况
2014年6月22日，以“石凤翔故居”的名义被湖北省人民政府列为第六批湖北省文物保护单位。
其作为文物的保护范围为：石凤翔故居及周围一定范围。以整栋建筑外墙为界，东北、东南、西北面各向外平行延伸2米，西南面向外平行延伸3米处。
其作为文物的建设控制地带为：以保护范围为界，四周各向外平行延伸30米。